# Хилигайнон
Хилигайнон, или илонгго — австронезийский язык, распространённый в историческом регионе Западный Висайяс на Филиппинах (в провинциях Илоило и Негрос-Оксиденталь). Также используется в ряде мест в провинциях Панай (Панайские острова), Антик, Аклан, Гимарас и во многих местах на Минданао. В ряде мест распространён как второй язык (после языков карайя, себуано, каписнон).
Относится к группе висайских языков в составе филиппинских языков.

## Письменность
| Знаки 1 — 10 | Знаки 1 — 10 | Знаки 1 — 10 | Знаки 1 — 10 | Знаки 1 — 10 | Знаки 1 — 10 | Знаки 1 — 10 | Знаки 1 — 10 | Знаки 1 — 10 | Знаки 1 — 10 | Знаки 1 — 10 | Знаки 1 — 10 | Знаки 1 — 10 | Знаки 1 — 10 |
| ------------ | ------------ | ------------ | ------------ | ------------ | ------------ | ------------ | ------------ | ------------ | ------------ | ------------ | ------------ | ------------ | ------------ |
| Знак         | A a          | A a          | A a          | B b          | K k          | D d          | E e          | G g          | H h          | I i          | I i          | L l          | M m          |
| Название     | a            | a            | a            | ba           | ka           | da           | e            | ga           | ha           | i            | i            | la           | ma           |
| МФА          | [a/ə]        | [aw]         | [aj]         | [b]          | [k]          | [d]          | [ɛ/e]        | [g]          | [h]          | [I/i]        | [IO]         | [l]          | [m]          |
| в контексте  | a            | aw/ao        | ay           | b            | k            | d            | e            | g            | h            | i            | iw/io        | l            | m            |

| Знаки 11 — 20 | Знаки 11 — 20 | Знаки 11 — 20 | Знаки 11 — 20 | Знаки 11 — 20 | Знаки 11 — 20 | Знаки 11 — 20 | Знаки 11 — 20 | Знаки 11 — 20 | Знаки 11 — 20 | Знаки 11 — 20 | Знаки 11 — 20 | Знаки 11 — 20 | Знаки 11 — 20 |
| ------------- | ------------- | ------------- | ------------- | ------------- | ------------- | ------------- | ------------- | ------------- | ------------- | ------------- | ------------- | ------------- | ------------- |
| Знак          | N n           | Ng ng         | O o           | O o           | P p           | R r           | S s           | S s           | T t           | U u           | U u           | W w           | Y y           |
| Название      | na            | nga           | o             | o             | pa            | ra            | sa            | sa            | ta            | u             | u             | wa            | ya            |
| МФА           | [n]           | [ŋ]           | [ɔ/o]         | [oj]          | [p]           | [r]           | [s]           | [ʃʲ]          | [t]           | [ʊ/u]         | [w]           | [w]           | [j]           |
| в контексте   | n             | ng            | o             | oy            | p             | r             | s             | sy            | t             | u             | ua            | w             | y             |

Дополнительно используются апостроф (') и дефис (-), причём в ряде случаев они равносильны буквам. Ряд английских букв используются дополнительно в заимствованных словах.

## Грамматика

### Определители
В языке хилигайнон имеются показатели трёх падежей: абсолютив, эргатив и косвенный падеж. В свою очередь, эти показатели делятся на собственные (имена людей) и нарицательные, а также на единственное и множественное число, хотя падежные безличные маркеры множ.ч. представляют собой маркеры единственного числа с добавлением mga, частицы множественности.
|                 | Абсолютив | Эргатив             | Косвенный падеж |
| --------------- | --------- | ------------------- | --------------- |
| ед. ч. безличн. | ang       | sang, sing*         | sa              |
| мн. ч. безличн. | ang mga   | sang mga, sing mga* | sa mga          |
| ед. ч. личн.    | si        | ni                  | kay             |
| мн. ч. личн.**  | sanday    | nanday              | kanday          |

- Артикли sing и sing mga несут значение неопределённости для последующего существительного, а sang является определённым артиклем, тем не менее, различие между ними стирается в современной речи (артикль sang вытесняет другие артикли), и сохраняется в переводе Библии на хилигайнон или в традиционной формальной речи.
- Личные падежные маркеры мн.ч. используются редко и далеко не всеми носителями языка. Тем не менее, они всё ещё используются в традиционных, формальных формах речи, в которых также используется меньше заимствований из испанского языка.

Падежные маркеры не определяют, какое существительное является грамматическим подлежащим, а какое — дополнением; скорее это зависит от глагольного аффикса. Тем не менее, существительное с маркером ang всегда является топиком.
Примеры:
Ang lalaki nagkaon sang tinapay
«Мужчина съел хлеб»
может означать то же самое, что и
Ang tinapay ginkaon sang lalaki
букв.: «Хлеб был съеден мужчиной»
Тем не менее, в языке хилигайнон имеется тенденция использовать скорее актив, чем пассив, так что предложения первого типа встречаются чаще.

### Личные местоимения
|                  | Абсолютив         | Эргатив₁ (постпозитив) | Эргатив₂ (препозитив) | Косвенный падеж |
| ---------------- | ----------------- | ---------------------- | --------------------- | --------------- |
| «Я»              | ako, ko («меня»)  | nakon, ko              | akon (mine)           | sa akon         |
| «Ты»             | ikaw, ka («его»)  | nimo, mo               | imo (your(s)          | sa imo          |
| «Он / она / оно» | siya («его / её») | niya                   | iya                   | sa iya          |
| «Мы с тобой»     | kita              | naton, ta              | aton                  | sa aton         |
| «Мы без тебя»    | kami              | namon                  | amon                  | sa amon         |
| «Вы»             | kamo              | ninyo                  | inyo                  | sa inyo         |
| «Они»            | sila              | nila                   | ila                   | sa ila          |

### Указательные местоимения
|                                                                      | Абсолютив | Эргатив/Косвенный падеж | Локатив | Экзистенциальные |
| -------------------------------------------------------------------- | --------- | ----------------------- | ------- | ---------------- |
| Ближайший к говорящему (этот, здесь) *                               | iní       | siní                    | dirí    | (y)ári           |
| Близкий к адресату или удалённый от говорящего и адресата (тот, там) | inâ       | sinâ                    | dirâ    | (y)ára'          |
| Удалённый (тот далеко, там далеко)                                   | ató       | sadtó                   | didtó   | (y)á(d)to        |

В дополнение к перечисленным выше, имеются две глагольные дейктики: karí, означающая приближение к говорящему, и kadto, обозначающая удаление.

### Связка
В языке хилигайнон отсутствует маркер инверсии в предложении, подобный ay в языках тагалог/филиппино, или hay в языке акеанон. Вместо этого, предложения с порядком слов SV (филиппино: Di karaniwang anyo) вообще не используют подобный маркер или связку.
Примеры:
Si Inday ay maganda (тагальский язык);
Si Inday matahum (хилигайнон);
Inday is beautiful (английский);
«Индай — красивый» (русский).
В языке хилигайнон нет прямого аналога английского глагола-связки to be (am, is, are и т. д.). С другой стороны, могут использоваться префиксы mangin- и nangin-, означающие «будет» и «стал» соответственно.
Пример:
Manámî mangin manggaranon
«Хорошо стать богатым»
Испанский глагол-связка estar (быть (временно)) также вошёл в лексикон языка хилигайнон. Его значение и произношение изменились. В хилигайнон он произносится istar и означает «проживать (где-либо)».
Пример:
Nagaistar ako sa tabuc suba
«Я живу на другом берегу реки».

### Экзистенциальная связка
Для указание на существование объекта используется слово may.
Пример:
May idô (a)ko
«У меня есть собака».

### Соединительные частицы
Если прилагательное определяет существительное, между ним и существительным ставится соединительная частица nga.
Пример:
Itom nga ido
«Чёрная собака»
Иногда, если соединителю предшествует слово, оканчивающееся на гласный, гортанную смычку или букву N, допускается его стяжка в -ng, как в языке филипино. Такая стяжка нередко используется, чтобы слова звучали более поэтично, или чтобы уменьшить количество слогов. Иногда значение может измениться, как в выражении maayo nga aga/maayong aga, где первое означает «(это) доброе утро», тогда как второе — просто приветствие «доброе утро».
Соединитель ka используется как вставка между числительным и существительным.
Пример:
Anum ka ido
«шесть собак»

### Вопросительные слова
Diin означает «где».
Пример:
Diin ka na?
«Ты где сейчас?»
Производное слово от diin — tagadiin — используется для вопроса о месте рождения или родном городе адресата.
Пример:
Tagadiin ka?
«Откуда ты?»
San-o означает «когда».
Пример:
San-o inâ?
«Когда это?»
Sin-o означает «кто».
Пример:
Sin-o imo abyan?
«Кто твой друг?»
Nga-a означает «почему».
Пример:
Nga-a indi ka magkadto?
«Почему ты не пойдёшь?»
Kamusta означает «как», ср. выражение «Как поживаешь?».
Пример:
Kamusta ang tindahan?
«Как (тебе) этот магазин?»
Ano означает «что».
Пример:
Ano ang imo ginabasa?
«Что ты читаешь?»
Производное слово от ano — paano — означает «как», как в выражении «Как я это делаю?»
Пример:
Paano ko makapulî?
«Как мне добраться домой?»
Производное слово от paano, paanoano, является архаичной формой
Пример:
Paanoano ikaw?
«Как поживаешь (изволишь поживать)?»
Pila означает «сколько»
Пример:
Pila ang maupod sa imo?
«Сколько (людей) с тобой?»
Производное слово от pila — ikapila — является вопросом о том, каким по счёту является человек, пример: «Каким по счёту ты родился в своей семье?» (первым, вторым, третьим и т. д.). Это слово трудно перевести на европейские языки одним словом.
Пример:
Ikapila ka sa inyo pamilya?
«Каким по счёту ты родился в своей семье?»
Производное слово от pila — tagpila — является вопросом о денежной ценности чего-либо, например, Tagpila ina nga karne? «Сколько стоит эта говядина?».

## Фонетика
В языке хилигайнон имеется 15 согласных: p, t, k, b, d, g, m, n, ng, s, h, w, l, r и y.
Имеется три основных гласных: [a], [ɛ]/[i] и [o]/[ʊ]. [i] и [ɛ] (оба на письме обозначаются как i) были аллофонами, причём [i] встречался в начале и середине слова, редко — в конечных слогах, тогда как [ɛ] встречался в конечных слогах. Гласные [ʊ] и [o] были аллофонами, при этом [ʊ] всегда встречался в начале слога, а [o] — всегда в конце слога.
Согласные [d] и [ɾ] когда-то были аллофонами, но не взаимозаменяемыми, пример: patawaron («прощать» — от patawad, «прощение»), но не patawadon; tagadiín «откуда, от», diín «где», но не tagariín.

## Заимствования
В языке хилигайнон, со времён испанского колониального владычества, имеется большое количество заимствований из испанского языка: существительные (santo — от исп. santo, «святой»), прилагательные (berde — от verde, «зелёный»), предлоги (antes от antes, «до, перед») и даже союзы (pero — от pero, «но»). Многие заимствования представляют собой названия предметов, которые появились на Филиппинах со времён испанской колонизации: barko (barco, «судно»), sapatos (zapatos, «обувь»), kutsilyo (cuchillo, «нож»), kutsara (cuchara, «ложка»), tenedor («вилка»), plato («тарелка»), kamiseta (camiseta, «рубашка»), kambiyo (cambio, «смена, изменение») и т. д.
Испанские глаголы, заимствованные в хилигайнон, обычно не спрягаются, то есть сохраняют окончание испанского инфинитива -ar, -er или -ir, например, komparar, mandar, pasar, tener, disponer, mantener, asistir, тогда как в языке филиппино они бы спрягались с частицей tú.

## Примеры

### Числительные
| Числительное | Хилигайнон |
| ------------ | ---------- |
| 1            | Isá        |
| 2            | Duhá       |
| 3            | Tatlo      |
| 4            | Apat       |
| 5            | Limá       |
| 6            | Anum       |
| 7            | Pitó       |
| 8            | Waló       |
| 9            | Siyám      |
| 10           | Púlô       |
| 100          | Gatús      |
| 1000         | Libó       |

### Дни недели
Названия дней недели заимствованы из испанского языка.
| День        | Adlaw      |
| ----------- | ---------- |
| Воскресенье | Domingo    |
| Понедельник | Lunes      |
| Вторник     | Martes     |
| Среда       | Miyerkoles |
| Четверг     | Huwebes    |
| Пятница     | Biyernes   |
| Суббота     | Sabadó     |

### Названия месяцев
В хилигайнон используются как заимствованные из испанского названия месяцев, так и собственные (см. таблицу).
| Месяц    | Bulan (первое слово — испанское название, второе — собственное) |
| -------- | --------------------------------------------------------------- |
| Январь   | Enero; ulalong                                                  |
| Февраль  | Pebrero; dagangkahoy                                            |
| Март     | Marso; dagangbulan                                              |
| Апрель   | Abril; kiling                                                   |
| Май      | Mayo; himabuyan                                                 |
| Июнь     | Hunio; kabay                                                    |
| Июль     | Hulyo; hidapdapan                                               |
| Август   | Agosto; lubad-lubad                                             |
| Сентябрь | Septiyembre; kangurolsol                                        |
| Октябрь  | Oktubre; bagyo-bagyo                                            |
| Ноябрь   | Nobiyembre; panglot-diotay                                      |
| Декабрь  | Disiyembre; panglot-daku                                        |

### Краткие фразы
| Русский           | Хилигайнон           |
| ----------------- | -------------------- |
| «Да»              | Hu-o                 |
| «Нет»             | Indî                 |
| «Спасибо»         | Salamat              |
| «Извините»        | Pasensya / Pasaylo   |
| «Помогите!»       | Bulig! / Tabang!     |
| «Вкусно!»         | Namit!               |
| «Осторожно»       | Halong               |
| «Вы в своём уме?» | Akig ka?             |
| «Я не знаю»       | Ambot                |
| «Это чудесно!»    | Námì-námì man (i)nâ! |

### Молитва «Отче наш»
Amay namon, nga yara ka sa mga langit
Pagdayawon ang imo ngalan
Umabot sa amon ang imo ginharian
Matuman ang imo buot
Diri sa duta subong sang sa langit
Hatagan mo kami nian sing kan-on namon
Sa matag-adlaw
Kag ipatawad mo ang mga sala namon
Subong nga ginapatawad namon ang nakasala sa amon
Kag dili mo kami nga ipagpadaug sa mga panulay
Gino-o luwason mo kami sa kalaut
Amen.